# 아가와군

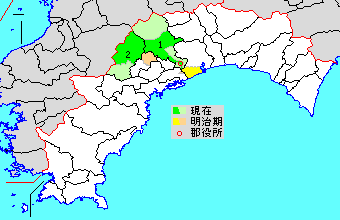

아가와군(일본어: 吾川郡, あがわぐん)은 일본 고치현(도사국)의 군이다.
인구 23,982명, 면적 803.97km², 인구밀도 29.8명/km².(2025년 3월 1일, 추계인구)
이하 2정으로 구성된다.
- 이노정(いの町)
- 니요도가와정(仁淀川町)

## 역사
당초의 군역에는 현재의 고치시 및 다카오카군 오치정의 일부도 포함하고 있었다. 군청은 이노 촌(현재의 이노 정)에 놓였다.
- 2004년 10월 1일 - 이노 정(伊野町)·고호쿠 촌이 도사군 혼가와 촌이 합병해 이노 정(いの町)이 성립하였다.
- 2005년 8월 1일 - 이케가와 정·아가와 촌이 다카오카 군 니요도 촌과 합병해 니요도가와 정이 성립하였다.
- 2008년 1월 1일 - 하루노 정이 고치 시에 편입되었다.